# NaN
NaN（英語：Not a Number，非数），是计算机科学中数值数据类型的一类值，表示未定义或不可表示的值。常在浮点数运算中使用。首次引入NaN的是1985年的IEEE 754浮点数标准。

## 浮点数
在浮点数运算中，NaN与无穷大的概念不同，尽管两者均是以浮点数表示实数时的特殊值。无效操作（Invalid Operation）同样也不同于算術溢出（可能返回无穷大）和算术下溢出（可能返回最小的一般数值、特殊数值、零等）。
IEEE 754-1985中，用指数部分全为1、小数部分非零表示NaN。以32位IEEE单精度浮点数的NaN为例，按位表示即：S111 1111 1AXX XXXX XXXX XXXX XXXX XXXX，S为符号位，符号位S的取值无关紧要；A是小数部分的最高位（the most significant bit of the significand），其取值表示了NaN的类型：小数部分不能全为0，小数部分除了A之外的部分被称为NaN的payload；
- 大多数处理器，包括Intel与AMD的x86系列、Motorola的68000系列（英语：Motorola 68000 series）、AIM的PowerPC系列、ARM系列、Sun的SPARC系列，采取了A为is_quiet标记位。即，如果A = 1，则该数是quiet NaN；如果A为零、其余X部分非零，则是signaling NaN。IEEE 754-2008标准采纳了这一方案。
- PA-RISC与MIPS处理器，采取了A为is_signaling标记位。恰与上述相反。

### 与NaN值的比较
IEEE 754标准定义了NaN值的比较方式。对两个浮点数作比较时，认为NaN是一个无顺序的、与任何数值都不相等的数值，而且会忽略NaN值中的符号位。
当NaN与另一个浮点数x（其中x可为正常值、正负无穷大或NaN）进行比较时，比较结果如下：
| 比较 | NaN ≥ x | NaN ≤ x | NaN > x | NaN < x | NaN = x | NaN ≠ x |
| 结果 | False   | False   | False   | False   | False   | True    |

由上表可知，判断一个值是否为NaN时，不能通过判断x=NaN或x≠NaN来进行比较，但因为NaN永远不等于其自身，因此可通过判断x=x或x≠x来判断x是否为NaN值（分别返回False和True）。

### 返回NaN的运算
返回NaN的运算有如下三种：
- 至少有一个參数是NaN的运算[註 2]
- 不定式
  - 下列除法运算：0/0、∞/∞、∞/(−∞)、(−∞)/∞、(−∞)/(−∞)
  - 下列求余数运算：任意值%0、∞%任意值
  - 下列乘法运算：0×∞、0×−∞
  - 下列加法运算：∞ + (−∞)、(−∞) + ∞
  - 下列减法运算：∞ - ∞、(−∞) - (−∞)
  - 下列指數運算：00、∞0、1∞[註 3]、∞−∞
- 产生复数结果或无意义结果的实数运算。例如：
  - 对负数进行开偶次方的运算
  - 对负数（包含−∞）进行对数运算
  - 对正弦或餘弦到达域以外的数进行反正弦或反餘弦运算

是否返回NaN与编程语言有关。有些编程语言在进行以上运算时会引发异常，而另一些编程语言则会返回NaN值，不会引发异常或中止程序。

## 整数的NaN
大多数定长的整数格式无法显式表示无效数据。
Perl的BigInt包用“NaN”来表示不含有效整数数据字符串的处理结果。
 >perl -mMath::BigInt -e "print Math::BigInt->new('foo')" 
 NaN 